# Трибуна Албано-Ромъна
„Трибуна Албано-Ромъна“ (на румънски: Tribuna Albano-română, в превод Албано-румънска трибуна) е румънско списание, излизащо два пъти в месеца от януари до юли 1916 година. Подзаглавието му е „Етнография – политика – литература – наука“ (Etnografie – politică – literatură – ştiinţă).
Редактор на списанието е Петру Вулкан, а адресът му е на булевард „Паке Протопеску“ №102. Целта на списанието е да защитава националната и културната кауза на албанците и румънците, „пропаганда на юг от Дунав в духа на мира и братството“ в контекста на националните сблъсъци на Балканския полуостров. Повечето текстове са подписани от Вулкан или са анонимни.